# Plac Wolności w Siemianowicach Śląskich
Plac Wolności (zwany także Rynkiem Miejskim) – plac miejski w centralnej części Siemianowic Śląskich, położony na terenie dzielnicy Centrum. 
Stanowi on centralny punkt miasta, będący miejscem organizacji wielu wydarzeń i uroczystości różnego typu. Historia samego zaś placu sięga XIX wieku, będąc wówczas placem targowym Siemianowic. Na placu znajduje się Pomnik Czynu Powstańczego, a przy nim, przy ulicy Jana Pawła II 10 znajduje się siedziba Urzędu Miasta Siemianowice Śląskie. 

## Historia

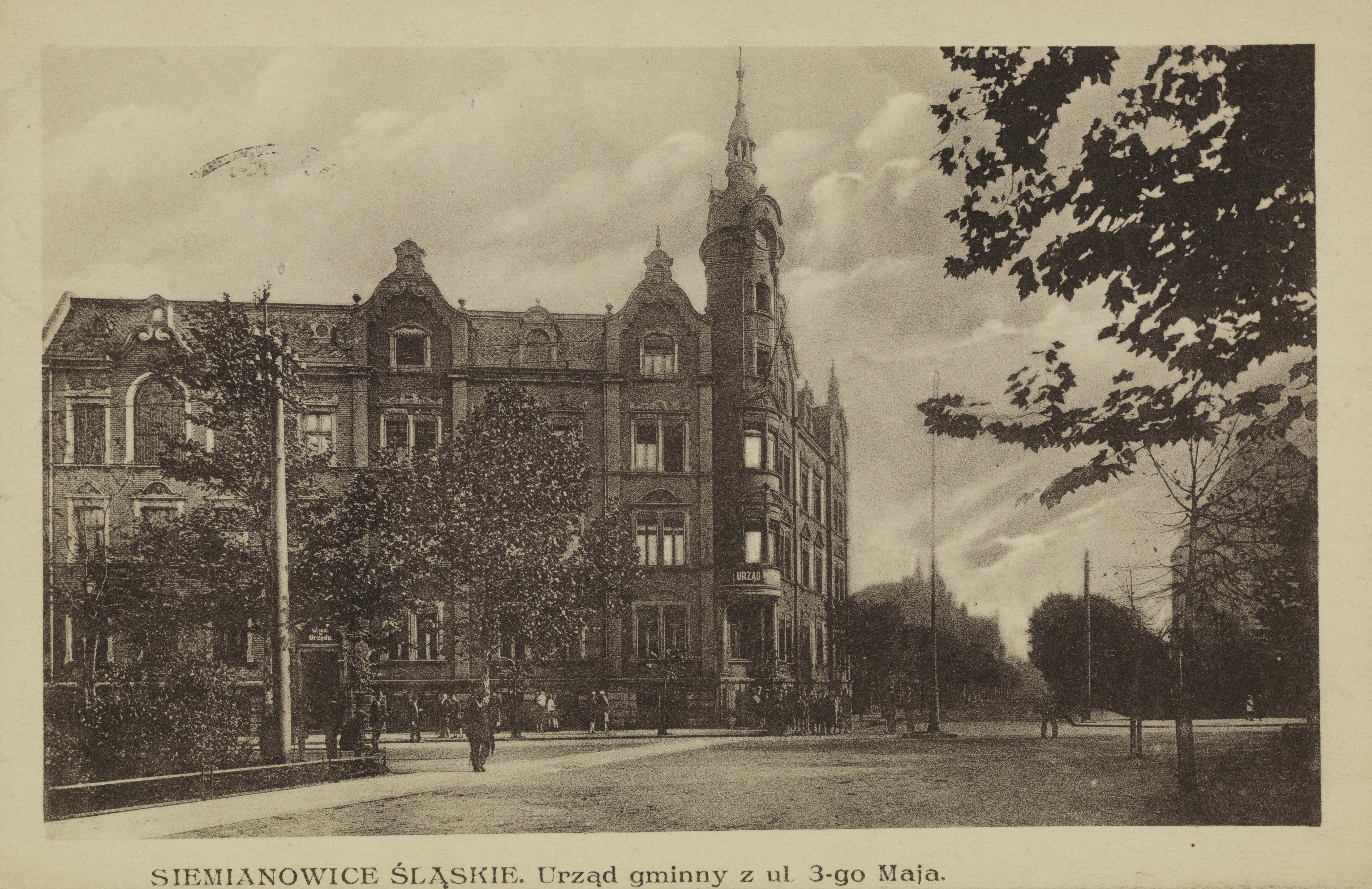
Fragment pl. Wolności w 1929 roku; po lewej stronie siemianowicki ratusz

Pierwotnie plac Wolności był głównym placem targowym wsi Siemianowice, na którym od 1839 roku odbywały się cotygodniowe jarmarki. Wytyczona w późniejszym czasie ulica Jana Pawła II przecięła wówczas plac na dwie części. Sam zaś plac w okresie przedwojennym nosił nazwę Neuer Marktplaz.
W 1924 roku, w północnej części placu Wolności został postawiony pomnik upamiętniający powstańców śląskich. Został on po wkroczeniu Niemców i zajęciu przez nich miasta we wrześniu 1939 roku zniszczony, a resztki jego cokołu wykorzystano po wojnie do powstania w tym samym miejscu pomnika żołnierzy Armii Czerwonej. Projekt pomnika powstał w marcu 1945 roku na podstawie gotowych rozwiązań, a budowę pomnika zlecił stacjonujący wówczas w mieście major Jurkin. Pomnik ten został na podstawie uchwały Rady Miejskiej z 18 kwietnia 1991 roku rozebrany.
W 1957 roku ukończono projekt obecnego Pomnika Czynu Powstańczego. Pomnik ten zaprojektował Stanisław Kwaśniewicz i Marian Skałkowski. Spośród czterech wykonanych makiet, do realizacji wybrano tę o najprostszej wersji, a do budowy pomnika powołano Komitet Budowy Pomnika Powstańca Śląskiego. Odsłonięcie nowego pomnika nastąpiło 8 września 1957 roku. Pomnik ten postawiono w południowej części placu Wolności.
Jeszcze w czasach Polski Ludowej na placu Wolności stał budynek z blankowaną wieżą, który został rozebrany w latach 70. XX wieku. W latach 80. XX wieku pojawiły się ostatecznie niezrealizowane plany zamknięcia placu Wolności nową zabudową w miejscu obecnego wjazdu do sklepu Biedronka przy ulicy Śląskiej 41 oraz pod numerami 35 i 27.
W marcu 2009 roku ruszyły prace budowlane związane z rewitalizacją placu Wolności, które zostały ukończone w 2010 roku. Na placu zaprojektowano nową przestrzeń publiczną – tzw. Rynek Miejski. W ramach prac przebudowano sieć teletechniczną, nawierzchnię jezdni, placów, parkingów i chodników, powstała fontanna, nowe oświetlenie i elementy małej architektury, a także zagospodarowano tereny zielone. Wykonano także prace nad przebudową jezdni ulicy Jana Pawła II oraz ulicy Z. Krasińskiego, wykonano nową iluminację budynku Urzędu Miasta oraz pomnika Powstańców. Za projekt Rynku Miejskiego odpowiada krakowskie studio Archecon. Koszt prac modernizacyjnych wyniósł około 8,6 mln złotych.

## Charakterystyka

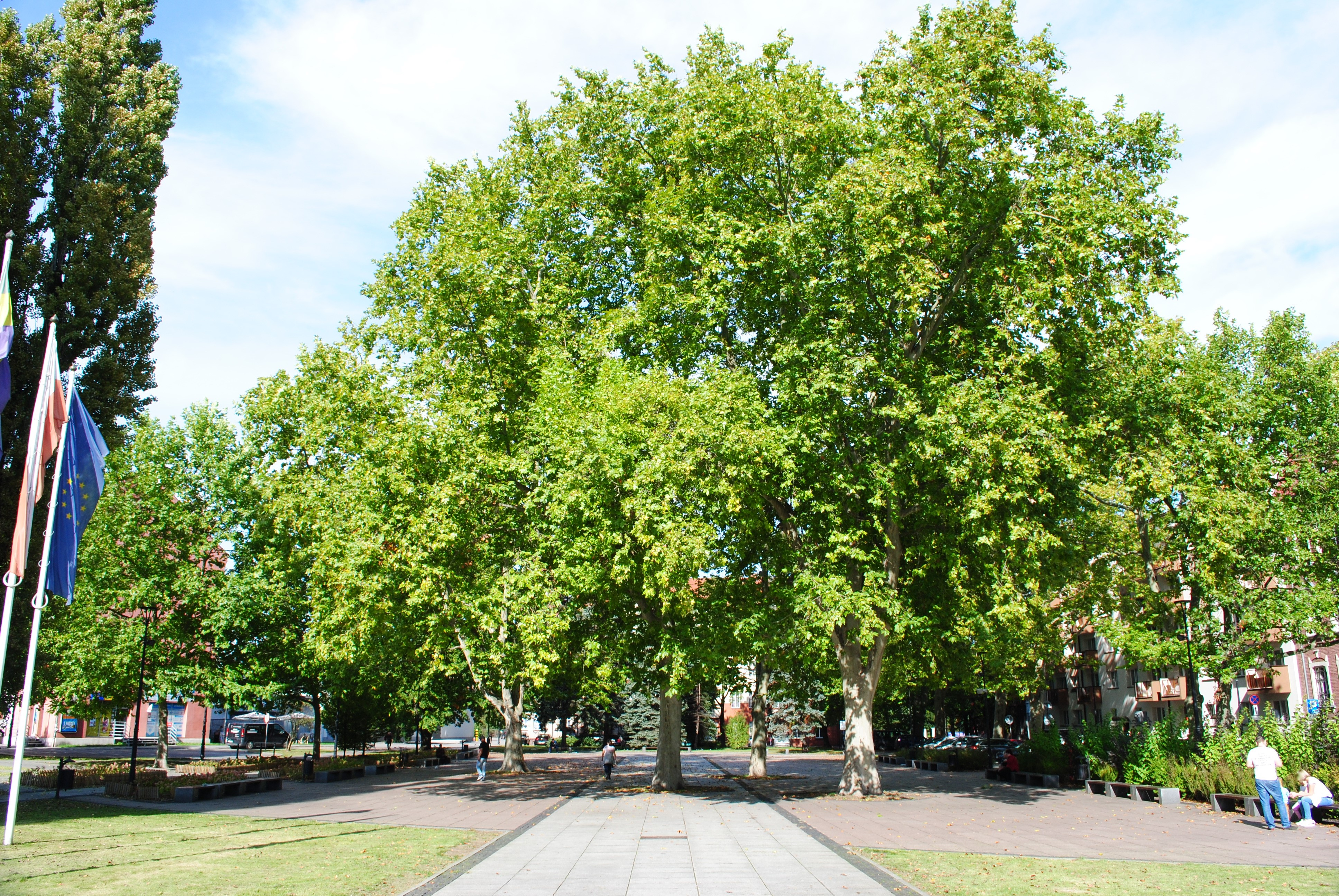
Plac Wolności widziany w kierunku północnym

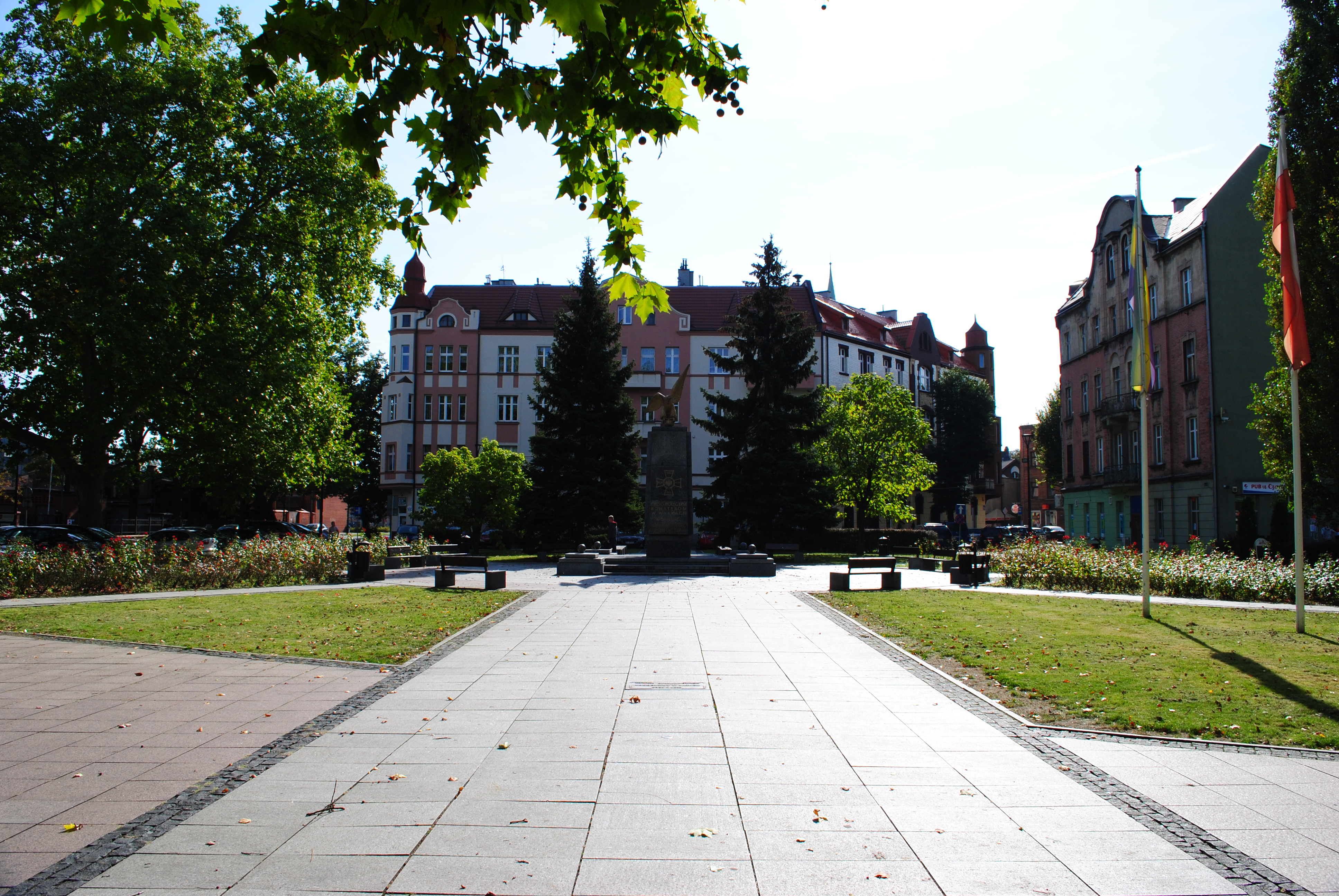
Plac Wolności widziany w kierunku południowym

Plac Wolności (Rynek Miejski) położony jest w centralnej części Siemianowic Śląskich, na terenie dzielnicy Centrum. Plac ten od wschodu ogranicza ulica Z. Krasińskiego, zaś sam plac też przecina pośrodku biegnącą równoleżnikowo ulicę Jana Pawła II. Na środku południowej części placu znajduje się Pomnik Powstańców, zaś po wschodniej stronie do placu, na rogu z ulicą Jana Pawła II znajduje się Grób Nieznanego Żołnierza. Przy placu, na ulicy Jana Pawła II 10 położony jest siemianowicki ratusz. Przy placu Wolności położone są trzy kamienice wpisane do gminnej ewidencji zabytków. Są to budynki o numerach: 1, 2 i 3. 
Plac Wolności jest miejscem organizacji wydarzeń różnego typu, zarówno uroczystości państwowych, jak i też ogólnodostępnych festynów i imprez o charakterze sportowowo-rekreacyjnym.
W systemie TERYT plac Wolności wpisany jest pod numerem 16414. Kod pocztowy na adresów przy placu to 41-100.